# Josh Bugajski
Josh Bugajski, né le 5 octobre 1990, est un rameur d'aviron britannique spécialiste du huit.

## Palmarès

### Jeux olympiques
- 2020 à Tokyo,  Japon
  -  Médaille de bronze en huit

### Championnats du monde
- 2019 à Ottensheim,  Autriche
  -  Médaille de bronze en huit

### Championnats d'Europe
- 2019 à Lucerne,  Suisse
  -  Médaille d'argent en huit
- 2021 à Varèse,  Italie
  -  Médaille d'or en huit